# Бюлер, Карл
Карл Людвиг Бюлер (нем. Karl Ludwig Bühler, 27 мая 1879, Мекесхайм, Баден — 24 октября 1963, Лос-Анджелес) — немецкий психолог и лингвист, автор трудов по психологии мышления и языка, по общему языкознанию. 

## Биография
Родился в Германии. Ученик  О. Кюльпе. Проходил обучение в университетах Фрайбурга и Страсбура. До установления нацистского режима работал в университетах Вюрцбурга, Бонна, Мюнхена, в 1922—1938 годах в Вене, после аншлюса Австрии — в Миннесотском (с 1940) и Лос-Анджелесском университетах (с 1945) США. Его жена Шарлотта Бюлер — специалист по детской психологии.
Служил военным хирургом в 1914–1918 гг в период  Первой мировой войны.
В психологии последователь вюрцбургской школы так называемого «целостного психологического анализа», связанного с теорией гештальтов. Разрабатывал оригинальную концепцию языка, во многом отходящую от соссюровской дихотомии «язык и речь». Предложил теорию речевого акта, ввёл понятие коннотации, одним из первых начал исследование дейктических единиц языка. Внёс существенный вклад в разработку проблемы психического развития ребёнка, разработав неоднозначную концепцию выделения трёх основных стадий психического развития («инстинкт», «дрессура», «интеллект»).
Работы Бюлера по языкознанию оказали влияние на представителей Пражской школы.

## Сочинения
- Handbuch der Psychologie. — Jena, 1922. (нем.)
- Ausdruckstheorie. — Jena, 1933. (нем.)
- Sprachtheorie. Die Darstellungsfunktion der Sprache. — Jena, 1934. (нем.)

### В переводе на русский язык
- Бюлер К. Духовное развитие ребёнка / перевод с 3-го нем. издания под редакцией и с предисловием В. Е. Смирнова. — М.: Новая Москва, 1924. — 556 с.
- Бюлер К. Очерк духовного развития ребёнка / перевод с нем. А. Альтшулер, К. Выгодской и В. Морейно; под редакцией и с вступительной статьёй Л. С. Выготского. — М.: Работник просвещения (напечатано в типографии «Искра революции»), 1930. — 224 с.
- Бюлер К. Теория языка: Репрезентативная функция языка / перевод с нем.; общая редакция и комментарии Т. В. Булыгиной; вступительная статья Т. В. Булыгиной и А. А. Леонтьева. — М.: Прогресс; Универс, 1993. — XXIII, 503 с. — (Языковеды мира). — ISBN 5-01-001595-1.